# アンバ・フィヤング
アンバ･フィヤング (またはアン･フィヤング) は、ギョルチャ氏女真族。
若い頃にヌルハチに従って以来、多数の戦功をあげ、後にアイシン･グルン (後金) の五大臣の一人に選ばれた(ほかはニョフル氏エイドゥ、グァルギヤ氏フュンドン、ドンゴ氏ホホリ、トゥンギャ氏フルハン)。

## 諱
満文史料では基本的に「ションコロ･バトゥル (šongkoro baturu)」という称号で呼ばれる為、その本名については的然とせず、主には「アン･フィヤング」説と「アンバ･フィヤング」説の二つにわかれる。漢文の『滿洲實錄』巻1には「碩翁科羅初名諳班偏格」とあり、本名を「諳班･偏格」(普通話拼音：ànbān piāngé) とする一方、『清史稿』などは「安･費揚古」(拼音：ān fèiyánggǔ) としている。
立命館大学の増井寛也氏 (非常勤講師) に拠れば、2000年代に入って発見された「中国第一歴史档案館蔵『満文国史院档 巻号001冊号2』に満文で「amba fiyanggů」が本名であると書かれているらしく、増井は「アンバ･フィヤング」説をとっている。
漢字で満洲語の音声を完全に再現することは不可能であり、「安･費揚古」も固より近い音をとったに過ぎず、漢字で読めば「アン」だが、元は「amba」であった可能性も否定できない。従って本項では増井に従って「アンバ･フィヤング」とする。

## 忠臣
父・ワンブル (完布禄) はフジ･ガシャンの人で、ヌルハチにつかえた。ボオシの居城・ジャンギや、ボオランガの居城・ニマランの人からヌルハチを裏切るよう教唆されたが従わず、孫を攫われ強要されたが、それでも志を抂げなかった。
アンバ･フィヤングは若い頃にヌルハチに従って以来、建国からヌルハチの死去以降も、清朝を樹立したホンタイジ、北京入城 (明清交替) を果たしたフリン (順治帝) と、代々アイシン･ギョロ氏に仕えた。下の「年表」からも分かる通り、その功績は非常に多く、当時あまたいた豪傑の中にあって、アンバ･フィヤングとロサ (労薩) は突出した存在であったとされる。

## 年表
万暦10 (1582) 年旧暦8月、フジ･ガシャンで戦捷。
万暦11 (1583) 年、ヌルハチ挙兵。ニカン･ワイランの圖倫トゥルン城を攻略。
万暦12 (1584) 年旧暦正月、ジョーギヤ･ホトンで戦捷。
万暦12 (1584) 年旧暦6月、マルドゥン･ヘチェン (馬兒墩･城) を攻略。
万暦15 (1587) 年旧暦6月、ジェチェン･アイマン (哲陳･部) を討伐。同8月、洞城不詳を攻略。
万暦16 (1588) 年旧暦9月、ワンギヤ･ホトン (王甲/完顔･城) を攻略。
万暦21 (1593) 年旧暦6月、フルギヤチ･ガシャンで戦捷。ションコロ･バトゥル (碩翁科羅･巴図魯) の称号を頂戴。
万暦21 (1593) 年旧暦9月、グレ･イ･アリンで戦捷。
万暦21 (1593) 年旧暦閏11月、ネイェン (訥殷) に進攻、路主・ソウウェン (搜穏)、セクシ (塞克什) を斬伐。
万暦27 (1599) 年、ハダ討滅。
万暦39 (1611) 年旧暦7月、ウェジ･アイマン (渥集･部) のウルグチェン (烏爾古宸)、ムレン (木倫) 二路を征討。
万暦41 (1613) 年旧暦2月、ウラ･ホトンで戦捷、ウラ･グルン滅亡。
天命元 (1616) 年旧暦7月、サハリヤン･アイマン (薩哈連･部) 討伐。アイシン･グルン (後金) 樹立に伴い五大臣に選出。
天命3 (1618) 年旧暦4月、ヌルハチが撫順攻略。張承廕の援軍の左営を撃破。
天命4 (1619) 年、サルフ･ホトンで戦捷。イェヘ討滅。
天命6 (1621) 年、瀋陽、遼陽を攻略。
順治7 (1650) 年旧暦7月、病逝。享年64歳。
順治16 (1659) 年、敏壮と追謚、記念碑建造。

## 一族

### 父祖
- 父・ワンブル (　, 完布禄)

### 子女
- 長子・ダルダイ (dardai, 達爾岱)
  - 孫：不詳。
    - 曾孫・ミンダイ(mingdai, 明岱)：ダルダイの孫。
- 次子・アルダイ (ardai, 阿爾岱)
  - 孫・ドゥルデ (dulde?, 都爾徳)：アルダイの子。
- 三子・ショルホイ (　, 碩爾輝)
  - 孫・スンタ (sunta[9], 遜塔)：ショルホイの子。
    - 曾孫・マシタイ (masitai, 馬錫泰)：スンタの子。
      - 玄孫・徳彝：スンタの孫。父不詳。

#### 事績・栄典

##### ダルダイ (達爾岱)
アンバ･フィヤング死後、ヌルハチは属民を分割してニルを編成し、マンジュの鑲藍旗に編入した。アンバ･フィヤングの長子・ダルダイはホンタイジに事えてジャラン･イ･エジェン (甲喇額真) を務めた。明朝討伐戦では大凌河を征討し、更に臧家堡不詳防衛、錦州 (現遼寧省錦州市)、寧遠 (現遼寧省葫芦島市興城市) の奪取、李朝征伐でいづれも戦功をあげ、順治 (1645) 2年、世職のトゥワシャラ･ハファン (拖沙喇･哈番＝雲騎尉) を授与された。順治 (1650) 7年、アンバ･フィヤングの過去の功績により、一等アダハ･ハファン (阿達哈･哈番＝軽車都尉) に昇格。康熙52年、アンバ･フィヤングの建国時の勲功により、三等アダハ･ハファンを新たに授与され、孫・ミンダイ?(明岱) が分襲した。

##### アルダイ (阿爾岱)
アルダイはホンタイジに事えてニルイ･エジェン (牛彔･額眞＝佐領) を務めた。耀州 (現陝西省銅川市耀州区および咸陽市東部)?に駐箚し、対明防衛で戦功をあげたが、大凌河征討に従軍して戦死した。備禦 (＝騎都尉) を授与され、子のドゥルデ (都爾徳) が襲職した。
ドゥルデは順治初年に刑部理事官に任命された。北京入城 (明清交替) 時には李自成を撃ち、バヤライ･トゥイ･ジャンギン (巴牙喇纛章京＝護軍統領)に任命された。豫親王・ドド (多鐸) に従って西征し、陝州 (現河南省三門峡市陝州区)?では兵を率いて山を越え、堡壘を陥落させ、更に潼関 (現陝西省渭南市潼関県) を攻略した。尋いで河南より江南に下り、南明の福王(朱由崧)を追撃して蕪湖 (現安徽省蕪湖市) に至り、舟の航行を堰き止めて大勝を収めた。また、端重親王ボロ (博洛) に従って浙江を平定、福建を攻略、バヤライ･トゥイ･ジャンギンのアジゲ (阿済格)、ニカン (尼堪) を引き連れて汀州 (現福建省西部) に進攻し、唐王(聿鍵)を擊ち破った。また、鄭親王ジルガランに従って湖広を攻略し、李自成の残党・李錦らを討伐した。凱旋後、バヤライ･トゥイ･ジャンギンに真除、議政大臣に任命、更にこれまでの功績から一等アスハニ･ハファン (阿思哈尼哈番＝男爵) に陞叙された。康熙3 (1664) 年、死去。康熙帝より祭祀を賜り、忠襄と追謚された。

##### ショルホイ (碩爾輝)
ショルホイはニルイ･エジェン (＝佐領)を務めた。
ショルホイの子・スンタ (遜塔) は父の死後襲職し、ホンタイジに能力を買われてニルイ･ジャンギン (＝騎都尉)を授与された。崇徳3 (1638) 年、戸部副理事官に任命。同冬の明朝討伐では、ベイレ・ヨト (岳託) が軍右翼を牆子嶺不詳から辺境に進行させると、スンタはジャラン･イ･エジェン (参領)として、ガブシヒヤン･イ･ガライ･アンバン (＝ 前鋒統領)のテクシ?(席特庫) らに従って総督・呉阿衡を打ち破り、北京をこえて山東を攻略した。崇徳4 (1639) 年の春、辺境から出たところを明兵に追跡され始めた為、バヤライ･トゥイ･ジャンギン (＝護軍統領)・トゥライ(図頼) らに従って撃攘した。明がハラチン (喀喇沁) 営不詳に侵攻すると、スンタは援軍を率いて明兵を潰走させた。崇徳6 (1641) 年、錦州 (現遼寧省錦州市) を包囲した。総督・洪承疇が救援のため松山に駐箚すると、ジャラン･イ･エジェンのラムバイ?(藍拝) とともに攻撃し、堡壘三箇所を破壊した。明兵は雨に紛れて右翼を襲ったが、再びラムバイとともに撃攘した。崇徳8 (1643) 年、ジャラン･イ･エジェン (参領)に任命。
順治元 (1644) 年、北京入城 (明清交替) に従軍して李自成を破り、三等ジャラン･イ･ジャンギン (＝三等軽車都尉)に昇格した。順治3 (1646) 年、大将軍の粛親王ホーゲの張献忠討伐に従い西征した。道中、グサ･イ･エジェン (固山額真＝統領) のバハナ?(巴哈納) らとともに逆将・賀珍を撃ち破り、軍を進めて西充 (現四川省南充市西充県) に駐箚した。張献忠の軍は抗戦したが、スンタとグサ･イ･エジェン (＝統領)・李国翰らの攻撃に敗れた。順治5 (1648) 年、凱旋後、刑部理事官を兼任し、勅命により防衛のため淮安 (現江蘇省淮安市) に移駐した。順治6 (1649) 年、莒州 (現山東省日照市と臨沂市北部) の土賊・曹良臣が海州不詳を攻略し、知州の張懋勳と州同の李士麟が死亡した。スンタが援軍に駆けつけると、曹良臣が逃げて馬髻山に拠ったため、進撃して撃ち破った。この頃、浙淮塩務理事と兼戸部侍郎銜が設置され、フリン (順治帝) はスンタを揚州 (現江蘇省揚州市) に移駐させた。順治7 (1650) 年、督理漕運戸部侍郎に改め、淮安になお駐在。順治8 (1651) 年、任務を解かれて帰京し、満洲鑲藍旗のメイレン･イ･エジェン (梅勒額真＝副都統) に任命。優詔により三等アスハニ･ハファン (阿思哈尼哈番＝男爵)に昇格。順治13 (1656) 年、工部尚書に任命。順治15 (1658) 年、監修した壇殿が竣工し、二等アスハニ･ハファン (二等男爵) に昇級。尋いで蒙古鑲藍旗のグサ･イ･エジェンに任命。順治17 (1659) 年、尚書の職を解かれ、都統専任となった。間もなく勅命により定西大将軍のアイシンガ (愛星阿) の軍に従って雲南に降った。順治18 (1670) 年旧暦10月、シャン族土司・木邦不詳と聯合して緬甸 (現ミャンマー) に向い、南明桂王・朱由榔 (永暦帝) を捕縛して帰還。功労により一等アスハニ･ハファン･トゥワシャラ･ハファン (一等男爵兼一雲騎尉)に昇級。
康熙4 (1665) 年，マンジュの鑲藍旗都統に転任。同年12月、死去。忠襄と追謚された。

###### マシタイ (馬錫泰)
マシタイは父の一等アスハニ･ハファン･トゥワシャラ･ハファン (一等男爵兼一雲騎尉) を承襲し、ニルイ･ジャンギン (佐領) を務め、前鋒参領を兼任した。康熙年間、信郡王オジャ(鄂札)に従ってチャハル部ブルニ (布爾尼) を征討した。達禄に駐箚すると、ブルニは山岡に駐屯し、火器で抗戦した。マシタイは前鋒を率いて天険に迫ると、四戦全勝し、三等ジンキニ･ハファン (精奇尼哈番＝子爵) に昇格した。また、呉三桂討伐に従軍し、マンジュの鑲藍旗副都統に昇任。湖広から広西に出て雲南に下り、石門坎 (現貴州省)、黄草壩 (現貴州省興義市) の諸戦に参加した。さらに雲南省城を攻略すると、楚雄人名を追撃し、呉三桂の将軍・馬宝と巴養元らを降した。凱旋後、一等ジンキニ･ハファン (一等子爵) に昇級。死後は孫・徳彝が一等アスハニ･ハファン (一等男爵) を承襲し、乾隆初年、一等男爵に定封された。

## 脚註
1. ↑  “注”. マンジュ国〈五大臣〉設置年代考. 立命館人文学会. (2010). p. 68
2. ↑  フジ･ガシャン, hūji gašan, 瑚濟寨。＊ガシャンは郷村、屯の意。漢文では「寨」。
3. ↑  “安費揚古”. 清史稿. 225. 清史館. "安費揚古，覺爾察氏，世居瑚濟寨。"
4. ↑  “ᠵᠠᠩᡤᡳᠶᠠ zhanggiya”. 新满汉大词典. 新疆人民出版社. p. 855. "[名] ❶ 清初部落名。❷〈地〉章佳 (早期为建州女真的居住地。今辽宁省新宾满族自治县老城镇东北)。"
5. ↑   新满汉大词典. 新疆人民出版社. p. 577. "[名] ❶〈地〉尼麻兰 (清代地名。赫图阿拉附近)。❷〈地〉尼玛兰河 (清代地名。位于吉林城西南九百六十里)。"
6. ↑  “第七節「清朝の祖先」”. 清朝全史. 上. 早稲田大学出版部. p. 111. "(ニ) 尼麻喇：興祖の第五子包朗阿の居城なり。開國方略には、之を尼麻蘭(ニマラン)に改めたり。"
7. ↑  『滿洲實錄』巻1には「boolangga nimalan gebungge ba de tehe (寶朗阿は尼瑪蘭と名付くる地に家居せり), boosi janggiya gebungge ba de tehe (寶實は章佳と名付くる地に家居せり), ninggun niyalma ninggun ba de (六人六處に) hoton arafi tehe manggi (城築きて住みしにぞ), ……」(和訳：今西春秋) という一文がみえる。この六人をニングタ･ベイレと呼ぶが、ニカン･ワイランに祖父と父を殺されたヌルハチは、宗族であるニングタの諸ベイレから迫害を受けるようになる。『清史稿』のワンブルに関する一文は恐らくそれを書いたものと思われ、「尼麻喇」は従って恐らく「尼麻蘭 (nimalan)」を指す。
8. 1 2 3  “安費揚古”. 清史稿. 225. 清史館
9. ↑  “(覺爾察)孫塔”. 人名權威 人物傳記資料庫.   中央研究院歴史語言研究所. 2023年9月18日閲覧。
10. 1 2  “遜塔 (從弟都爾德)”. 清史稿. 236. 清史館
11. 1 2  “ᠪᠠᠶᠠᡵᠠ bayara”. 五体清文鑑訳解 (和訳). 京都大学文学部内陸アジア研究所. p. 856. "護軍：護衛兵。馬甲中から選抜した好兵。兵戦に赴き、禁軍の守護に任ずる［3229］"
12. 1 2  “ᡨᡠᡳ ᡝᠵᡝᠨ tui ejen”. 满汉大辞典. 遼寧民族出版社. p. 626. "〈官〉堆额真，初设巴牙喇营后，其管巴牙喇者称为堆额真，又作纛额真，天聪八年改为堆章京，又作纛章京，顺治十七年定巴牙喇纛章京汉字为护军统领，秩正二品。"
13. ↑  『清史稿』原文「截江而戰」の「江」に下線がひかれている (固有名詞、あるいは特定の何かを指す意味)。京劇「截江奪斗」の「截江」は川舟の前に立ち塞がるという意味らしいので、それを参考にここでは「船を堰き止め」と訳したが、「江」が何か固有名詞だとすれば誤訳かもしれない。
14. ↑  “【真除】しん･じよ(･ぢよ)”. 新字源. 角川書店. "正式の官に任命する。"
15. 1 2 3 4 5 6  ニルイ･エジェン (牛彔･額真) とニルイ･ジャンギン (牛錄･章京) は本来同じものを指す。つまり、300人の壮丁を一組とした組織単位である「ニル」の長官 (後に「佐領」と改称) のことで、天聡8年の改称前後で名称が違っているに過ぎない。しかし後、世襲官職 (一種の階位) にも同じ名称を使うようになった為、混乱しやすい。ここではエジェンが佐領、後者は世職 (階位)。同様にジャラン･イ･エジェン (甲喇･額真) は長官 (これ後には「参領」と改称)、ジャラン･イ･ジャンギンは世職 (階位)。ジャランはニルを五組まとめて一組にした単位。
16. 1 2 3 4  “遜塔”. 清史稿. 236. 清史館
17. 1 2 3 4  父の死後にニルイ･ジャンギン (＝騎都尉＝雲騎尉*2) を授与され、順治1年に三等ジャラン･イ･ジャンギン (＝三等輕車都尉＝雲騎尉*4) に昇格し、順治8年に三等アスハニ･ハファン (三等男爵＝雲騎尉*8) に昇格し、順治15年に二等アスハニ･ハファン (二等男爵＝雲騎尉*9) に昇級し、順治18年に一等アスハニ･ハファン･トゥワシャラ･ハファン (一等男爵兼一雲騎尉＝雲騎尉*11) に昇級。
18. 1 2  「崇德三年，……遜塔署甲喇額真，……」と「八年，授甲喇額真。」で二度「甲喇額真」(＝参領) が出てくる。前者は「署」で後者は「授」。恐らく前者は暫時的なもので、後者は完全に就任したという違いかと思われるが、真偽不明。
19. ↑  ガブシヒヤン･イ･ガライ･アンバン：ᡤᠠᠪᠰᡳᡥᡳᠶᠠᠨ ᡳ ᡤᠠᠯᠠᡳ ᠠᠮᠪᠠᠨ, gabsihiyan i galai amban, 噶布什賢･噶喇依･昂邦。gabsihiyan は敏捷精鋭な兵、gala は手、amban は大人。＝前鋒統領。
20. ↑  元は清朝側だったが、後に李自成に帰順した為、「叛逆将軍」。
21. ↑  『清史稿』原文「時設浙淮鹽務理事、兼戶部侍郎銜，……」の後半「兼戶部侍郎銜」は、直前に「、」が置かれて「浙淮鹽務理事」と並列関係になっている (中国語は読点に「，」を使う)。そのためひとまづ「兼戶部侍郎銜」の塊りのままにしたが、「銜」は官位の意味なので、「戸部侍郎を兼ねる官位の役人」という意味かもしれない。
22. ↑  「水運を監督管理する戸部の侍郎」の意。
23. ↑  「ジャクン (八) グサ (旗)」は、当初はマンジュ (満洲族) でしか編成されなかったが、モンゴﾙ(蒙古) を征服してモンゴルが国民となると、モンゴルのジャクン･グサ (八旗) も編成された。そのグサの長官をグサ･イ･エジェン (のちにグサ･イ･ジャンギン、更に後に都統) と呼ぶ。更に後に編成されたウジェン･チョーハ･グサ (重兵旗) 漢人のグサ。マンジュは別のモンゴル、漢人のグサ･イ･ジャンギンにもなれたとされる。
24. ↑  父の死後にニルイ･ジャンギン (＝騎都尉＝雲騎尉*2) を授与され、順治1年に三等ジャラン･イ･ジャンギン (＝三等輕車都尉＝雲騎尉*4) に昇格し、順治8年に三等アスハニ･ハファン (三等男爵＝雲騎尉*8) に昇格し、順治15年に二等アスハニ･ハファン (二等男爵＝雲騎尉*9) に昇級し、順治18年に一等アスハニ･ハファン･トゥワシャラ･ハファン (一等男爵兼一雲騎尉＝雲騎尉*11) に昇級。
25. ↑  『普及版 字通』には「領地定め」と解釈されている。世職は領地ではないが、加増されたり剥奪されたりして本来は変動するのを、固定してしまう、という意味で使われているものと思われる。また、乾隆年間にアスハニ･ハファンは漢訳語の男爵で固定される。
26. ↑  “遜塔 (子馬錫泰)”. 清史稿. 236. 清史館

## 参照

### 史籍
- 編者不詳『滿洲實錄』四庫全書, 1781 (漢文) ＊中央研究院歴史語言研究所版
- 編者不詳『ᠮᠠᠨᠵᡠ ᡳ ᠶᠠᡵᡤᡳᠶᠠᠨ ᡴᠣᠣᠯᡳ (manju i yargiyan kooli：滿洲実録)』四庫全書, 1781 (満文)
- 趙爾巽, 他100余名『清史稿』清史館, 1928 (漢文) ＊中華書局版

### 研究書
- 稻葉岩吉『清朝全史』上巻, 早稲田大学出版部, 1914
- 今西春秋『満和蒙和対訳 満洲実録』刀水書房, 1992 (和訳) ＊和訳自体は1938年に完成。
- 安双成『满汉大辞典』遼寧民族出版社, 1993 (中国語)
- 胡增益 (主編)『新满汉大词典』新疆人民出版社, 1994 (中国語)
- 『五体清文鑑訳解』京都大学文学部内陸アジア研究所 (和訳)

### Webサイト
- 栗林均「モンゴル諸語と満洲文語の資料検索システム」東北大学
- 「人名權威 人物傳記資料庫」中央研究院歴史語言研究所 (台湾)